# توماس جي. وود
توماس جي. وود هو ضابط وسياسي أمريكي، ولد في 25 سبتمبر 1823 في مونفوردفيل في الولايات المتحدة، وتوفي في 26 فبراير 1906 في دايتون في الولايات المتحدة. نشط حزبياً في الحزب الديمقراطي.